# Elin Kling
Malin Elin Erica Kling Lindman, född Kling den 17 februari 1983 i Mariestads kommun, är en svensk modejournalist, medgrundare och chef för TOTEME, ett svenskt modehus.

## Biografi
Kling växte upp på en gård i Mariestad, Sverige. Hon flyttade senare till Stockholm där hon inledde sin karriär som modejournalist och bloggare.
Efter att ha arbetat internationellt som fotomodell återvände hon till Sverige och öppnade tillsammans med en kollega Sturecompagniets V.I.P.-rum. Hon var sedan moderedaktör för Expressen Fredag och stylist för Idol 2009.
Kling deltog hösten 2008 i TV-programmet Hål i väggen på TV6. Elin Kling driver modebloggen Style by Kling. 2009 vann hon Stora bloggpriset i kategorin mode. Hon medverkade i Let's dance 2010. Kling var en av grundarna till modemagasinet Styleby och har tidigare lanserat klädmärket Nowhere. Hon har designat för H&M och Guess by Marciano. 2013 var hon sommarvärd i Sommar i P1.
År 2014 startade Kling tillsammans med sin make Karl Lindman företsget TOTEME. År 2016 flyttade paret företaget till Stockholm där de 2019 öppnade TOTEMEs första butik. Fler butiker följde, med öppningar i New York 2022, i London 2023 och i Los Angeles 2024.

### Familj
Kling växte upp på en gård i Mariestad, Sverige. Hon flyttade senare till Stockholm där hon inledde sin karriär som modejournalist och bloggare.
Elin Kling är sedan 2014 gift med Karl Lindman. Tillsammans grundade de klädmärket TOTEME samma år i New York.

## Galleri

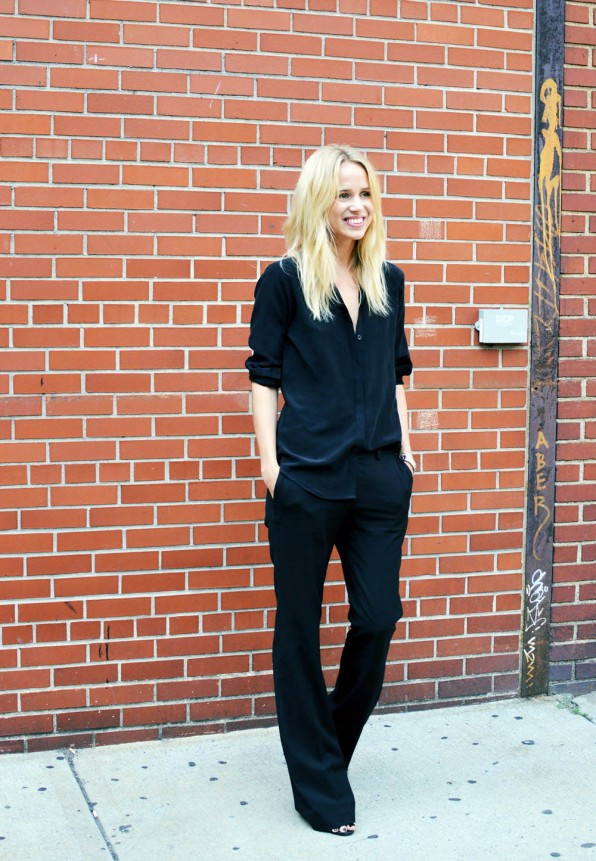
Kling i New York 2013.